# 收割者的影像
《收割者的影像 》（英語：The Reaper's Image）是一部由史蒂芬·金於1969年在《Startling Mystery Stories》上所發表的短篇小說，並於1985年收錄在短篇小說集《史蒂芬·金的故事販賣機》內。

## 故事簡介
古董收藏家史賓希望購買著名造鏡師約翰的成品，但這塊藏於博物館暗角的鏡臭名遠播，傳聞有人在鏡的暗處看到收割者的黑影。史賓偏不信邪，一定要買下這塊鏡，結果史賓在鏡中看到黑影後，自此在世間失去蹤影。